# Isole Gorom
L'arcipelago di Gorom (precedentemente chiamato Gorong) è un gruppo di isole situato tra l'arcipelago di Watubela e Ceram nelle isole Molucche. L'isola principale si chiama anche Gorom.

## Storia
Il Nagarakretagama, un antico elogio giavanese al re Hayam Wuruk di Majapahit scritto nel 1365, menziona "Gurun" tra i paesi tributari del regno.
Il naturalista inglese Alfred Russel Wallace descrisse le isole, che chiamò Goram, nel capitolo 25 del suo libro del 1869 The Malay Archipelago.

## Geografia
L'arcipelago ha tre isole principali, più altre 20 piccole isole al largo.
- Gorom, l'isola più grande, con i villaggi di Miran (Miren) sulla costa orientale, Ondor (Ondur) a nord-ovest e Hur sulla costa sud-occidentale.
- Panjang a ovest di Gorong, con il villaggio di Wisalem all'estremità meridionale.
- Manawoku a sud, con i villaggi di Arbau a nord, Amar e Derra e Nama a sud.